# Straubinger Ländchen

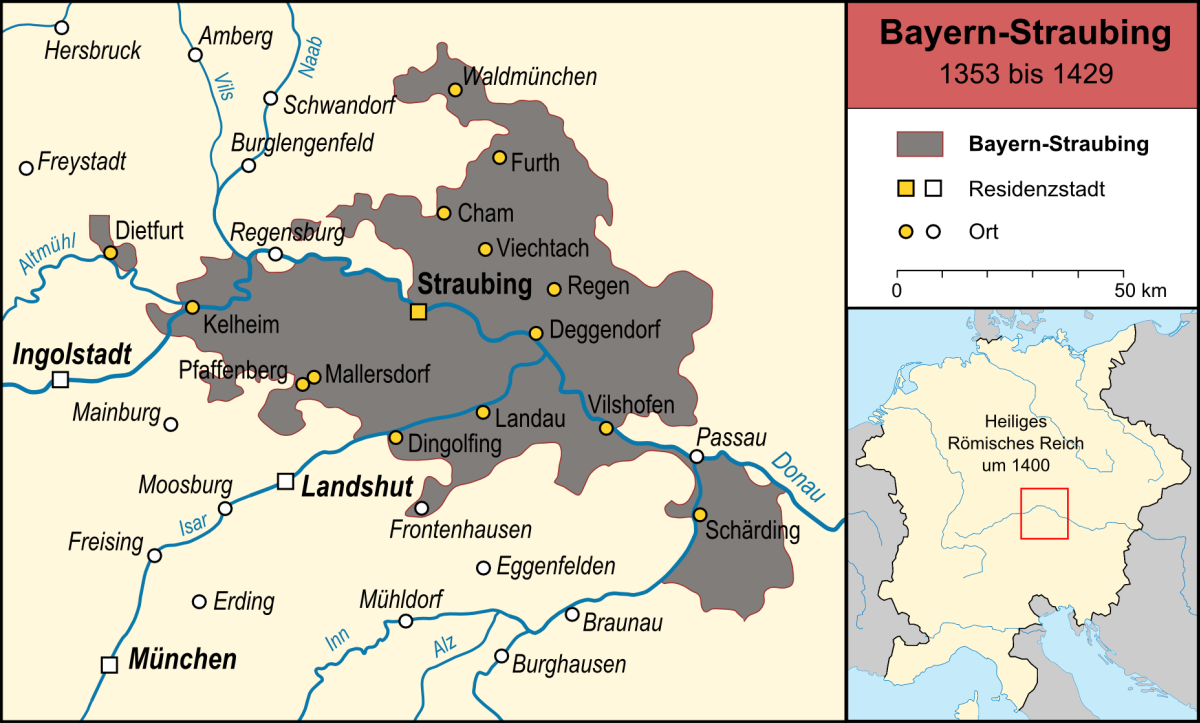
Das Straubinger Ländchen

Das Straubinger Ländchen mit dem Hauptort Straubing ist ein historisches Territorium in Bayern, das den bayerischen Teil des spätmittelalterlichen bayerischen Teilherzogtums Straubing-Holland bildete.

## Geographie
Das Straubinger Ländchen erstreckte sich als ein breites Band zu beiden Seiten der Donau von Dietfurt und Kelheim im Westen bis Schärding im Osten und von Furth im Wald und dem an die Landgrafen von Leuchtenberg verpfändeten Waldmünchen im Norden bis Dingolfing im Süden. Der Begriff Ländchen ist für das relativ große Territorium des Herzogtum Bayerns daher eher irreführend. Im Vergleich zu anderen Territorien jener Zeit wies es auch eine erstaunliche Geschlossenheit auf.
Das Straubinger Ländchen war damals bereits, ebenso wie heute, ein Großteil Niederbayerns und umfasste dessen Nordteil. Einige Teile des Gebiets liegen heute jedoch in der östlichen Oberpfalz bzw. in Oberösterreich.

## Geschichte
Das Straubinger Ländchen  fiel im Regensburger Vertrag vom 3. Juni 1353 zwischen den wittelsbachischen Herzögen Stephan II., Wilhelm I. und Albrecht I. an das neu entstandene Herzogtum Straubing-Holland, das auch niederländische Grafschaften und den Hennegau umfasste. Es wurde 1429 im Preßburger Schiedsspruch unter den anderen wittelsbachischen Teilherzogtümern Bayern-München, Bayern-Landshut und Bayern-Ingolstadt aufgeteilt. Der Hauptort Straubing, der von 1353 bis 1358 und von 1387 bis 1397 Residenzstadt der Herzöge Albrecht I. und Albrecht II. gewesen war, fiel an Bayern-München. Herzog Ernst von Bayern-München setzte seinen Sohn Albrecht, den späteren Herzog Albrecht III., als Statthalter ein.
Gelegentlich wird mit dem Begriff „Straubinger Ländchen“ auch nur der 1429 an Bayern-München gefallene Anteil am Territorium des Herzogtums Straubing-Holland bezeichnet.